# Fiona Fullerton
Fiona Elizabeth Fullerton (Kaduna, 10 de outubro de 1956) é uma atriz britânica nascida na Nigéria.
Com trabalhos nos palcos e na televisão britânica, ela é mais conhecida internacionalmente como a bond girl Pola Ivanova, uma agente da KGB, no filme 007 Na Mira dos Assassinos (1985), com Roger Moore no papel do espião britânico.
Fiona hoje tem uma coluna no jornal Saturday Daily Telegraph, onde escreve sobre o mercado imobiliário londrino, ramo em que obteve sucesso em investimentos desde a década de 70.